# Rajendra Nath
Pour les articles homonymes, voir Nath (homonymie).
Rajendra Nath (1931 - 13 février 2008) est un acteur comique indien, interprète de films en langue hindi. Sa famille est originaire de Peshawar mais s'est installée à Jabalpur au Madhya Pradesh. Il étudie au Darbar College à Rewa, où Arjun Singh et R.P. Agarwal sont ses professeurs.
Le frère de Rajendra Nath, Prem Nath va à Mumbai et devient acteur : Rajendra le rejoint alors. Ils deviennent amis de Raj Kapoor et Shammi Kapoor.
Au début, Rajendra Nath se bat surtout pour avoir des rôles de comédien comme lui propose Sashadhar Mukherjee dans Dil Deke Dekho, réalisé par Nasir Hussain avec en vedette Shammi Kapoor et Asha Parekh. Il devient un régulier des films de Nasir Hussain comme Phir Wohi Dil Laya Hoon, Teesri Manzil, Baharon Ke Sapne, Pyar Ka Mausam.
Dans sa carrière, il joua dans de nombreux films en majorité dans des rôles comiques comme dans An Evening in Paris et Phir Wohi Dil Laya Hoon.